# Free jazz
Free jazz se javlja krajem 50-tih godina XX. stoljeća i razbija tradicionalni oblik improvizacije. Pokret se temeljio na potpuno slobodnoj improvizaciji. Glazbenici koji sviraju free jazz stilom odbacuju zadanu melodiju, harmoniju, oblik i ne koriste zadanu građu iz tonaliteta. Zvuk je često agresivan, glasan i disonantan.
Prve snimke snimaju grupe Inituition i Digression pod vodstvom Lenny Tristanoa. Probijanje stila počinje sredinom pedesetih godina snimkama Ornettea Colemana (Something Else i Tomorrow is the question) i prva dva albuma Cecila Taylora (Jazz advance i Looking ahead). Stil postiže najveću slavu kad Ornette Coleman dolazi u New York i izdaje albume "The shape of jazz to come" i "Change of century".
Dva najznačajnija predstavnika su: Ornette Coleman i John Coltrane. Drugi glazbenici koji su djelovali su: Sun Ra, Charles Mingus, Jackie McLean, Cecil Taylor, The Jimmy Giuffe Trio, Chico Hamilton.
Od europskih predstavnika ovog pravca treba izdvojiti saksofoniste: Petera Brötzmanna, Evana Parkera, trombonista Connyja Bauera, gitarista Dereka Baileya, pijanista Freda Van Hovea i bubnjara Hana Benninka. Treba izdvojiti i one koji su svoje djelovanje započeli iza željezne zavjese poput: Tomasza Stanka, Zbigniewa Seiferta, te Vjačeslava Ganelina.

## Odabrana diskografija 1960. – 1972.
- Albert Ayler - Spiritual Unity (1965)
- Art Ensemble of Chicago - A Jackson in Your House (1969)
- Anthony Braxton -  Town Hall 1972
- Peter Brötzmann - Machine Gun (1968)
- Derek Bailey, Barry Guy, Paul Rutherford - Iskra 1903 (1972)
- John Coltrane -  Ascension (1965)
- Ornette Coleman - Free Jazz: A Collective Improvisation  (1961)
- Don Cherry -  Mu (1&2) (1969)
- Jimmy Giuffre – Free Fall (1963)
- Gunter Hampel: Heartplants (1964)
- Tony Oxley: 4 Compositions for Sextett (1970)
- Michel Portal: Alors (1970)
- Manfred Schoof: Voices (1966)
- Alexander von Schlippenbach: Globe Unity
- Archie Shepp :  Mama Too Tight
- Alan Silva & The Celestrial Communications Orchestra  - Seasons
- Spontaneous Music Ensemble : Oliv (1969)
- Tomasz Stańko - Music for K (1970)
- John Surman - The Trio
- Cecil Taylor- Conquistador (1966)
- Synopsis - Auf der Elbe schwimmt ein rosa Krokodil
- Attila Zoller - The Horizon Beyond

## Vanjske poveznice
- "Where Did Our Revolution Go? Free Jazz Turns Fifty" by Ted Gioia, (Jazz.com).
- The Real Godfathers of Punk by Billy Bob Hargus (July 1996).
- Free Jazz: The Jazz Revolution of the '60s by Robert Levin (June 2006).[neaktivna poveznica]
- "A new approach to Jazz"